# Triângulo de Fuhrmann

Triângulo de Fuhrmann (vermelho):
pontos da metade de arco:

Triângulo de Fuhrmann (vermelho):

O triângulo de Fuhrmann, denominado em memória de Wilhelm Fuhrmann (1833–1904), é um triângulo especial baseado sobre um triângulo arbitrário.
Para um dado triângulo {\displaystyle \triangle ABC} e seu circuncírculo (circunferência circunscrita) os pontos médios dos arcos sobre os lados do triângulo são denotados por {\displaystyle M_{a},M_{b},M_{c}}. Estes pontos médios são refletidos no lado associado do triângulo gerando os pontos {\displaystyle M_{a}^{\prime },M_{b}^{\prime },M_{c}^{\prime }}, que formam o triângulo de Fuhrmann.
O circuncírculo do triângulo de Fuhrmann é o círculo de Fuhrmann. Também, o triângulo de Furhmann é similar ao triângulo formado pelos pontos médios dos arcos, isto é {\displaystyle \triangle M_{c}^{\prime }M_{b}^{\prime }M_{a}^{\prime }\sim \triangle M_{a}M_{b}M_{c}}. Para a área dos triângulo de Fuhrmann é satisfeita a fórmula
{\displaystyle |\triangle M_{c}^{\prime }M_{b}^{\prime }M_{a}^{\prime }|={\frac {(a+b+c)|OI|^{2}}{4R}}={\frac {(a+b+c)(R-2r)}{4}},}
onde {\displaystyle O} denota o circuncentro do dado triângulo {\displaystyle \triangle ABC} e {\displaystyle R} seu raio, com {\displaystyle I} denotando o incentro e {\displaystyle r} seu radio. Pelo teorema geométrico de Euler resulta {\displaystyle |OI|^{2}=R(R-2r)}. As seguintes equações são verificadas para os lados do triângulo de Fuhrmann,
{\displaystyle a^{\prime }={\sqrt {\frac {(-a+b+c)(a+b+c)}{bc}}}|OI|}
{\displaystyle b^{\prime }={\sqrt {\frac {(a-b+c)(a+b+c)}{ac}}}|OI|}
{\displaystyle c^{\prime }={\sqrt {\frac {(a+b-c)(a+b+c)}{ab}}}|OI|,}
onde {\displaystyle a,b,c} denotam os lados do dado triângulo {\displaystyle \triangle ABC} e {\displaystyle a^{\prime },b^{\prime },c^{\prime }} os lados do triângulo de Fuhrmann (ver figura).